# St. Lambertus (Rellinghausen)

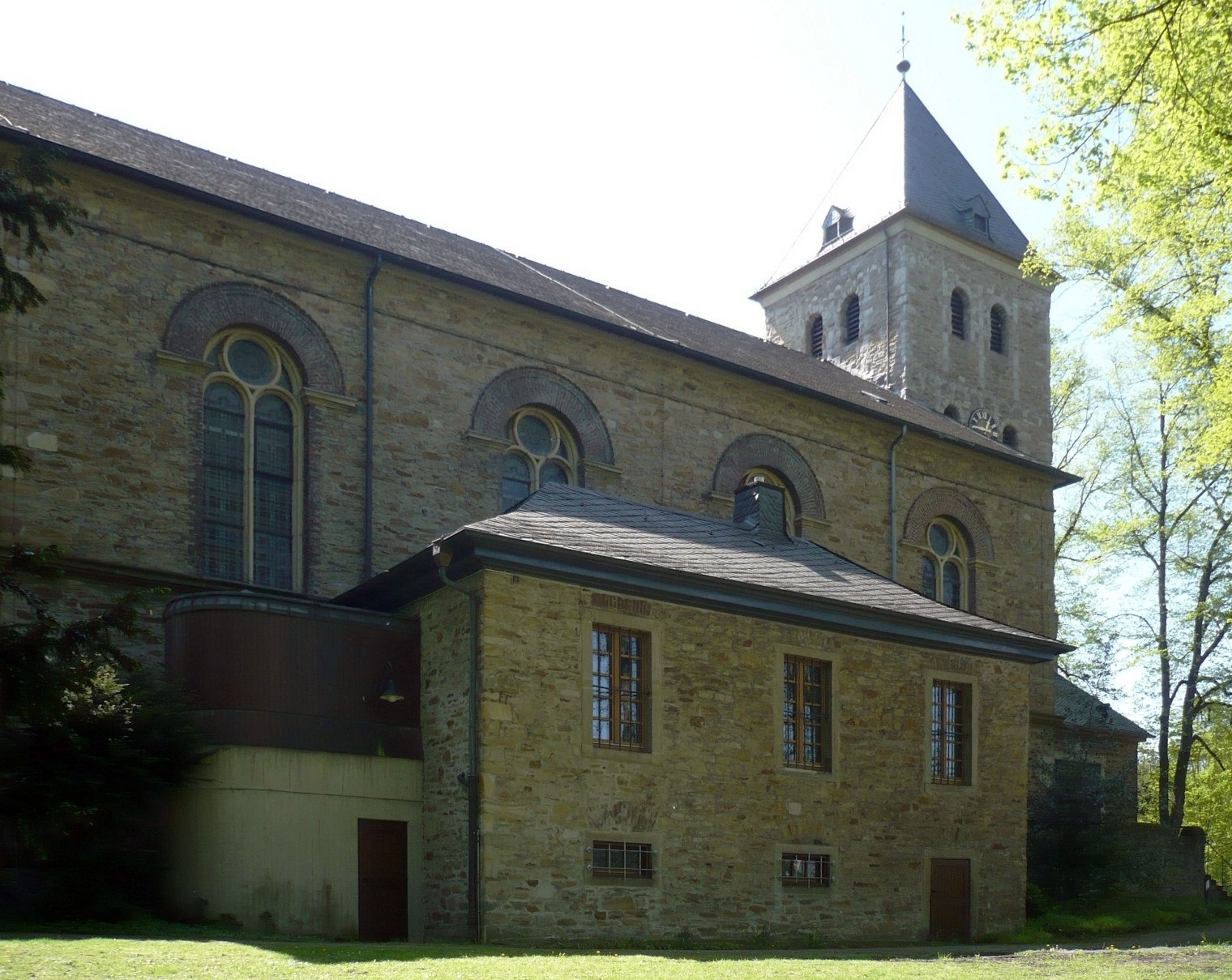
Pfarrkirche St. Lambertus

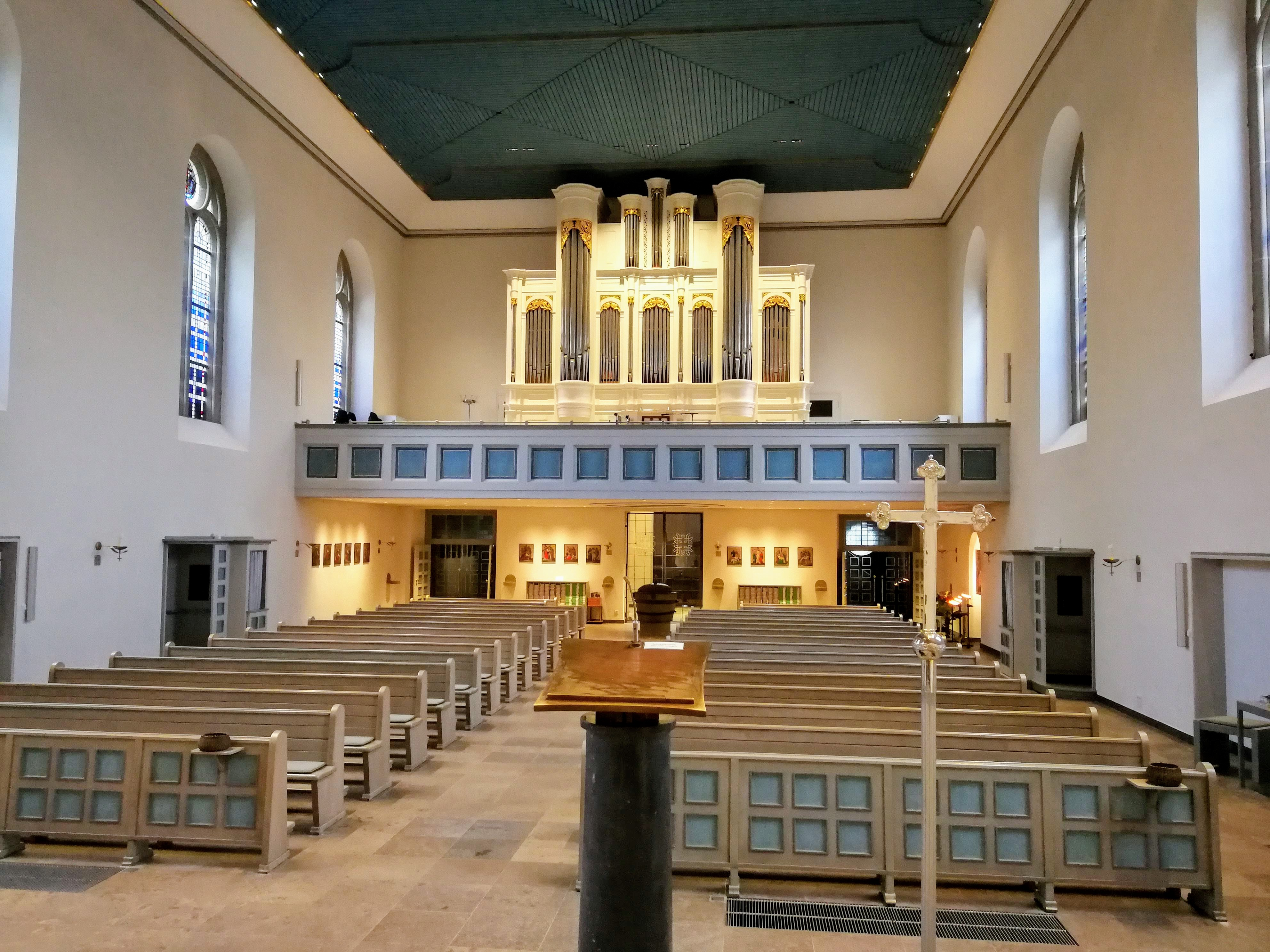
Innenraum, Blick zur Orgel (2020)

Die katholische Pfarrkirche St. Lambertus ist ein denkmalgeschütztes Kirchengebäude in Rellinghausen, einem Stadtteil von Essen.

## Geschichte und Architektur
Die Kirche war ursprünglich eine Eigenkirche und seit dem 10. Jahrhundert eine Stiftskirche unter dem Patrozinium des Hl. Jakobus. Sie besaß Pfarrrechte und wurde 943 von dem Abt von Werden neu geweiht, wobei nicht überliefert ist, ob es sich um ein neues Kirchengebäude oder die Erweiterung einer bestehenden Kirche handelte. Die Kirche war wohl eine dreischiffige, romanische Pfeilerbasilika mit drei halbrunden Apsiden und einem quadratischen Turm, der erhalten ist. Um 1300 wurde das Gebäude durch den Anbau eines Querhauses mit Hochchor erweitert. So wurde der Andachtsraum der Stiftsdamen auf der Empore ersetzt. Der Anbau ersetzte die drei Apsiden. Die Kirche war größer als die heutige. Um 1300 wurde statt der Holzdecke ein Gewölbe eingezogen. Wegen starker Risse in den Wänden und den Gurtbögen wurde das Gebäude Anfang des 19. Jahrhunderts abgebrochen, nur der Turm und eine Sakristei aus dem 17. Jahrhundert blieben stehen. 
Der klassizistische Bruchsteinsaal steht auf dem aufgelassenen Friedhof. Die Decke im Innenraum ist flach, die Wände sind durch große Rundbogenfenster gegliedert, die gestelzte Halbkreisapsis ist eingezogen. Der Bau wurde von 1826 bis 1828 nach einem von Karl Friedrich Schinkel korrigierten Entwurf des Kreisbaumeisters Otto von Gloeden errichtet. Der romanische Westturm des 12. Jahrhunderts wurde erhalten. Das Gebäude wurde 1944 im Zweiten Weltkrieg bis auf die Umfassungsmauern zerstört. Bei der wiederaufgebauten, 1949 wiedergeweihten Kirche wurde nur der Außenbau des Saals wiederhergestellt. Die Blendengliederung des Westturmes wurde abgeschlagen und die Barockhaube durch ein stumpfes Pyramidendach ersetzt. Der Innenraum wurde 1994 restauriert. 
Zum 1. August 2015 wurde der Kirchbau zu erneuten Sanierungsarbeiten geschlossen. Bei diesen Arbeiten wurden Heizung, Beleuchtung und weitere elektrische Anlagen erneuert, Wände gestrichen und die Orgel teils zerlegt, gereinigt und neu gestimmt.

## Ausstattung
Das runde, mit Köpfen besetzte Becken ist ein Fragment von einem romanischen Taufstein aus dem 12. Jahrhundert. Das Altargemälde vom Anfang des 18. Jahrhunderts stammt aus der St.-Anna-Kapelle. Es zeigt einen Priester, der geraubte Hostien wieder einsammelt.

### Glocken
Die einstige Marienglocke erhielt St. Lambertus um das Jahr 1500. Sie war 475 Kilogramm schwer und trug folgende, bereits deutsche Inschrift: Ich ere God yn mynen Schalle – O hylge maria bydde vor uns alle – anno Domino M + C C C C C + + + jhs rps.
Die einstige Schwere Sturmglocke kam während des Dreißigjährigen Krieges im Jahr 1643 an St. Lambertus. Sie sollte bei möglicher Gefahr der Gemeinde Sturm läuten. Zu den Stiftern dieser Glocke gehörte der Pfarrer Johann Natrop, der später Protestant wurde und heiratete. Die Inschrift dieser Glocke lautete: Blaset in die Trompete auf Sion, heulet auf seinem heiligen Berge, denn nahe ist der Tag des Herrn * Joel * Gisbert Johann von Vittinghoff genannt Schell auf dem Berge Erbkirchenmeister zu Rellinghausen rps. dus. Matthias Berscheidt Pastor dus. Johannes Natrop * Kaspar Tinnisfeld und Johannes Bechius Kirchenmeister * Johann Paris hat mich gemacht im Jahre 1643.

### Orgel
Im Jahr 1993 wurde eine dreimanualige Orgel von Flentrop Orgelbouw eingebaut. Das Instrument hat 36 Register auf drei Manualwerken und Pedal. Die Spieltraktur ist mechanisch, die Registertraktur elektrisch.
| I Hauptwerk C–g3 |                  |     |
| 01.              | Bourdon          | 16' |
| 02.              | Montre           | 08' |
| 03.              | Bourdon          | 08' |
| 04.              | Flûte harmonique | 08' |
| 05.              | Gamba            | 08' |
| 06.              | Prestant         | 04' |
| 07.              | Flûte            | 04' |
| 08.              | Doublette        | 02' |
| 09.              | Fourniture IV    |     |
| 10.              | Cymbale III      |     |
| 11.              | Trompette        | 08' |

| II Positiv C–g3 |               |        |
| 12.             | Montre        | 08'    |
| 13.             | Bourdon       | 08'    |
| 14.             | Salicional    | 08'    |
| 15.             | Prestant      | 04'    |
| 16.             | Flûte         | 04'    |
| 17.             | Nasard        | 02 ⁄3' |
| 18.             | Doublette     | 02'    |
| 19.             | Terts         | 01 ⁄3' |
| 20.             | Plein Jeu III |        |
| 21.             | Cromorne      | 08'    |
|                 | Tremulant     |        |

| III Récit C–g3 |                     |     |
| 22.            | Quintadeen          | 16' |
| 23.            | Bourdon             | 08' |
| 24.            | Viola               | 08' |
| 25.            | Vox Celeste         | 08' |
| 26.            | Prestant octaviante | 04' |
| 27.            | Octaaf              | 02' |
| 28.            | Mixtuur IV          |     |
| 29.            | Trompet             | 08' |
| 30.            | Vox Humana          | 08' |
| 31.            | Basson Hobo         | 08' |
|                | Tremulant           |     |

| Pedalwerk C–f1 |           |     |
| 32.            | Subbas    | 16' |
| 33.            | Flûte     | 08' |
| 34.            | Flûte     | 04' |
| 35.            | Bombarde  | 16' |
| 36.            | Trompette | 08' |

- Koppeln: II/I, III/I, III/II, I/P, II/P, III/P